# Triammatus subinermis
Triammatus subinermis là một loài bọ cánh cứng trong họ Cerambycidae.